# Kommunikationsstile nach Schulz von Thun
Der deutsche Kommunikationspsychologe Friedemann Schulz von Thun entwickelt in seiner Schrift Miteinander reden 2 (1989) acht Kommunikations- und Interaktionsstile.

## Grundgedanken
Schulz von Thun kennzeichnet idealtypische Kommunikationsstile, die mit bestimmten Persönlichkeitsanteilen verbunden sind. Dabei geht er davon aus, dass die meisten Menschen Tendenzen unterschiedlicher Stile in ihrem persönlichen Kommunikationsstil vereinen.
Jeder Stil beschreibt eine bestimmte Art und Weise, zu sprechen und mit anderen Menschen umzugehen, und hat seine Stärken und Schwächen. Eine ideale Kommunikationsform, die allen Menschen zu empfehlen ist, gibt es laut Schulz von Thun nicht. Um zu entscheiden, welches Kommunikationsverhalten jeweils anzuraten ist, müssen zwei Komponenten berücksichtigt werden. Das erste Element ist der Kontext der Situation, d. h. die Vorgeschichte, die Anwesenden und ihr Verhältnis zueinander sowie die Zielsetzung der Situation. Das zweite betrifft die Persönlichkeit des Handelnden. Das zu empfehlende Kommunikationsverhalten muss dazu passen, sonst wirkt es unecht.

## Acht Kommunikationsstile nach F. Schulz von Thun

### Der bedürftig-abhängige Stil
Beschreibung
Dieser Kommunikationsstil zielt darauf ab, von anderen Hilfe und Unterstützung zu bekommen. Dafür stellt der Bedürftig-Abhängige sich selbst als schwach, hilflos und allein nicht lebensfähig dar. Seinen Mitmenschen gibt er dagegen das Gefühl, stark und kompetent zu sein.
Mögliche Herkunft
Dieser Stil hat sich vielleicht herausgebildet, weil dem Bedürftig-Abhängigen als Kind wenig zugetraut und er überbehütet wurde. Möglicherweise ist das Kind aber auch zu wenig umsorgt worden und versucht nun, als Erwachsener diese Umsorgung nachzuholen. Einen Einfluss auf die Herausbildung dieses Stils kann auch das Rollenbild vom „schwachen Geschlecht“ haben.
Interaktion mit anderen
Der Bedürftig-Abhängige befindet sich typischerweise in Beziehung zum helfenden oder zum sich distanzierenden Stil. In der ersten Konstellation scheinen sich Schützling und Helfer gut zu ergänzen. Problematisch ist aber, dass der Bedürftig-Abhängige immer hilfloser wird und sein Selbstvertrauen weiter sinkt. In der Beziehung zum sich distanzierenden Stil wird das Bedürfnis des Abhängig-Bedürftigen überhaupt nicht erfüllt. Deswegen wird er immer stärker um Hilfe und Umsorgtwerden betteln.
Entwicklungsrichtung
Eine Stärke des Abhängig-Bedürftigen ist es, andere Menschen um Hilfe bitten und ihre Hilfe annehmen zu können. Weiter kann ihm das „Jammern“ zur Entlastung dienen.
Als Entwicklungsrichtung nennt Schulz von Thun beim Abhängig-Bedürftigen Autonomie und Selbstverantwortung. Eine Veränderung in diese Richtung kann stattfinden, wenn der Abhängig-Bedürftige erkennt, dass er nicht nur passives Opfer ist, sondern Prozesse aktiv selbst gestalten kann. Weiter sollte er lernen, gezielt um Hilfe zu bitten, anstatt sich grundsätzlich als hilflos darzustellen.

### Der helfende Stil
Beschreibung
Der helfende Stil wirkt stark und belastbar. Diese Menschen bieten anderen gerne Hilfe an. Weil sie sich mit den Schwächen und Problemen anderer beschäftigen, können sie sich von eigenen Unzulänglichkeiten und Schwierigkeiten ablenken. Mit den schwachen Seiten ihrer Persönlichkeit werden sie nicht gerne konfrontiert.
Mögliche Herkunft
Möglicherweise wurde der Helfende als Baby in seiner Schwäche und Bedürftigkeit zu viel allein gelassen. Um den Schmerz dieser Erfahrung nicht wieder erleben zu müssen, verdrängt er nun Gefühle der Schwachheit und Abhängigkeit. Zusätzlich hat er die Erfahrung gemacht, dass er nicht für seine schwachen, sondern für seine starken Seiten Liebe und Anerkennung bekommt.
Interaktion mit anderen
Um seine fürsorglichen Anteile ausleben zu können, tritt der Helfende vor allem mit bedürftig-abhängigen Menschen in Beziehung. Diesen begegnet er z. B. in seinem „helfenden“ Beruf (Krankenpflege, Sozialarbeit, Medizin). Dabei besteht die Gefahr, dass er latent zum Komplizen der Probleme dieser Menschen wird. Nur solange die Menschen Probleme haben, brauchen sie seine Hilfe, deshalb motiviert der Helfende sie unterschwellig, ihre Probleme nicht zu lösen.
Entwicklungsrichtung
Was dem Bedürftig-Abhängigen fehlt, hat der Helfende: Er besitzt genügend Selbstvertrauen, um eigenständig Verantwortung für sich und andere zu übernehmen. Allerdings übersteigert er Autonomie und Verantwortung so weit, dass er dabei seine eigene Bedürftigkeit verleugnet. Deshalb besteht der erste Entwicklungsschritt darin, die eigene Schwäche und Bedürftigkeit anzuerkennen, um sie in einem zweiten Schritt anderen mitzuteilen und ggf. um Hilfe zu bitten. Im Kontakt zu Bedürftig-Abhängigen muss der Helfende lernen, sich innerlich abzugrenzen und ihnen eigene Schritte zuzutrauen.

### Der selbst-lose Stil
Beschreibung
Die selbst-lose Persönlichkeit stellt sich selbst als unwichtig und unbedeutend dar und entwertet sich damit selbst. Nur im Einsatz für andere erkennt sie ihren Nutzen. Damit ihn andere nicht ablehnen, möchte der Selbst-Lose immer das tun, was von ihm erwartet wird, und richtet sich völlig nach seinem Gegenüber. Häufig kommt es dazu, dass er zum entlastenden Objekt anderer wird.
Mögliche Herkunft
Als Kleinkind ist dem Selbst-Losen vermittelt worden, dass er nicht wichtig sei, dass es nicht um ihn gehe. Um die Angst der Ausgrenzung zu überwinden, begann er sich durch andere zu definieren. Indem er anderen diente, bekam er zumindest ein bisschen Anerkennung.
Interaktion mit anderen
Partner des Selbst-Losen ist jemand, der es genießt, wenn sein Ego gestärkt wird. Dadurch, dass sich der Selbst-Lose klein macht und sein Gegenüber idealisiert, kann dessen Selbstwertgefühl steigen. Aus diesem Beziehungsgefüge kann sich ein Teufelskreis entwickeln, wenn der Partner aggressiv-entwertende Tendenzen hat, die durch den selbst-losen Stil provoziert werden.
Entwicklungsrichtung
Auch der selbst-lose Stil hat im Kern etwas Positives: Es ist die Fähigkeit zur Hingabe an andere Menschen, die vor einer herrschsüchtigen Egozentrik schützt. Der Selbst-Lose sollte allerdings versuchen, ein gewisses Maß an Selbstbehauptung und Selbstbeachtung hinzuzugewinnen. So sollte er z. B. lernen, „ich“ und „nein“ zu sagen.

### Der aggressiv-entwertende Stil
Beschreibung
Menschen mit aggressiv-entwertendem Stil erheben sich über andere. Um dies zu rechtfertigen, konzentrieren sie sich auf deren Fehler und Schwächen. Haben sie diese entdeckt, nutzen sie sie, um ihr Gegenüber „klein“ zu machen. Das geschieht aus Angst davor, dass die eigenen Fehler und Schwächen aufgedeckt werden. Insgeheim hat der Aggressiv-Entwertende mit Minderwertigkeitsgefühlen zu kämpfen.
Mögliche Herkunft
Der Aggressiv-Entwertende hat als Kleinkind wahrscheinlich tief verletzende Demütigungen und körperliche Gewalt ertragen müssen. In seinem weiteren Leben möchte er es nun unbedingt vermeiden, erneut in die Position des Schwächeren zu kommen. Deswegen erniedrigt er andere und gesteht sich selbst keine Schwächen ein, um immer überlegen zu sein. Eventuell weist der Aggressiv-Entwertende im Kontakt mit in der Hierarchie übergeordneten Personen selbst-lose Tendenzen auf. Er verhält sich unterwürfig und nimmt ihre Fehler auf sich. Um sein Selbstwertgefühl zu retten, erniedrigt er als Ausgleich dafür Personen, die ihm untergeben sind.
Interaktion mit anderen
Typischerweise findet sich eine Person des aggressiv-entwertenden Stils entweder in der Interaktion mit einem ebenfalls aggressiv-entwertenden Partner oder einem Gegenüber mit selbst-losen Tendenzen wieder. Im ersten Fall versuchen beide, durch gezielte Angriffe auf die Schwächen des anderen die Oberhand zu gewinnen und beleidigen sich gegenseitig. Im zweiten Fall fordert der Selbst-Lose durch seine Tendenz, sich selbst klein zu machen, die Aggression des Aggressiv-Entwertenden geradezu heraus.
Entwicklungsrichtung
Dem Aggressiv-Entwertenden fällt es leicht, sich Respekt zu verschaffen und kritische Dinge beim Namen zu nennen. Sein Verhaltensrepertoire kann er positiv erweitern, wenn er lernt, anderen Respekt zu erweisen und ihnen Lob und Anerkennung entgegenzubringen. Das kann ihm gelingen, wenn er sich bewusst vornimmt, ab und zu nur die positiven Seiten der anderen zu sehen.

### Der sich beweisende Stil
Beschreibung
Der sich Beweisende kämpft ständig um seinen Selbstwert. An sich hält er sich nicht für besonders „hochwertig“ und ist daher stets bemüht, sich ins rechte Licht zu rücken. Damit möchte er sich und seine Umwelt von seinem Wert überzeugen und dafür Lob und Anerkennung erhalten. Die Pflege seiner vollkommenen Fassade kostet ihn viel innere Kraft.
Mögliche Herkunft
Als Kind fühlte sich der sich Beweisende nicht um seiner selbst willen geliebt. Ausgehend von diesem Gefühl, kombiniert mit seinem eigenen Ehrgeiz, begann er anderen zu zeigen, dass er aufgrund seines Könnens und seiner Erfolge liebenswert ist.
Interaktion mit anderen
Besteht der Kontakt zwischen Menschen des sich beweisenden Kommunikationsstils, entsteht nach außen hin ein regelrechter Wettlauf darum, die eigene Kompetenz unter Beweis zu stellen. Nach innen vergrößert sich der Druck, die eigenen Schwächen und Fehler zu verdecken und „mitzuhalten“. Aber auch eine abwehrende Reaktion auf die Selbstprofilierung des Sich Beweisenden fördert seinen Leistungsdruck. Denn er hat gelernt, Unsicherheiten wie diese durch das Herausstellen seiner Kompetenzen zu überwinden.
Entwicklungsrichtung
Der Sich Beweisende scheut sich nicht vor Konkurrenzsituationen und ist sich seiner eigenen Kompetenzen bewusst. Er neigt nicht dazu, „sein Licht unter den Scheffel zu stellen“. Jedoch könnte er wesentlich entspannter leben, würde er sich auch zu eigenen Fehlern und Schwächen bekennen. Wagt er es, sein wahres „ungeschminktes“ Gesicht zu zeigen, eröffnet er sich die Chance, um seiner selbst willen geliebt zu werden.

### Der bestimmende-kontrollierende Stil
Beschreibung
Dieser Kommunikationsstil dient dazu, die Umwelt inklusive der Mitmenschen zu lenken und kontrollieren. Der Bestimmende-Kontrollierende stellt Regeln auf und fordert von seinen Interaktionspartnern, diese einzuhalten. So möchte er sich vor unvorhergesehenen Überraschungen, Chaos und Kontrollverlust schützen.
Mögliche Herkunft
Menschen, die diesen Kommunikationsstil entwickeln, sind als Kind mit strengen Regeln erzogen und diszipliniert worden. Sie haben gelernt, alle inneren Impulse streng unter Kontrolle zu behalten, um nicht bestraft zu werden. Sie sind zur Überzeugung gelangt, dass nur durch Selbstdisziplin und strikte Regelüberwachung das innere und äußere Chaos vermieden werden kann.
Interaktion mit anderen
Besonders Personen mit bedürftig-abhängigen oder selbst-losen Tendenzen begrüßen die klaren Aussagen des Bestimmenden-Kontrollierenden. Seine Bestimmtheit und Verlässlichkeit geben ihnen Sicherheit, allerdings werden sie auch immer abhängiger von ihm. Wünscht sich der Interaktionspartner des Bestimmenden-Kontrollierenden dagegen Freiheit und Eigenverantwortung, wird er gegen die strengen Regeln des Bestimmenden-Kontrollierenden rebellieren und sie brechen. Was sich zu einem Teufelskreis entwickelt, da der bestimmende-kontrollierende Kommunikationsstil auf diesen Regelbruch mit noch strengeren Regeln und Verboten reagieren wird (z. B. „strenge“ Eltern vs. „rebellische“ Kinder).
Entwicklungsrichtung
Die Stärken des bestimmenden-kontrollierenden Kommunikationsstils sind Struktur, Planung, Selbstkontrolle und Klarheit. Damit der Bestimmende-Kontrollierende nicht einem einengenden Kontrollzwang unterliegt, sollte er versuchen, Mut zu Flexibilität, Offenheit und Vertrauen in andere zu entwickeln.

### Der sich distanzierende Stil
Beschreibung
Der sich distanzierende Kommunikationsstil ist darauf ausgerichtet, den von ihm benötigten Sicherheitsabstand zu schaffen und zu bewahren. Dem sich Distanzierenden ist es unangenehm, wenn ihm andere Menschen zu nahe kommen, sowohl räumlich als auch emotional. Er neigt dazu, alles aus einer sachlich-rationalen Perspektive zu betrachten.
Mögliche Herkunft
Der sich Distanzierende hat Angst davor, in zu große Abhängigkeit von einem anderen Menschen zu geraten, und distanziert sich deshalb lieber von vornherein. Die Angst vor Abhängigkeit kann entstanden sein, weil es dem (meist männlichen) Kind schwer fiel, sich von seiner Mutter zu lösen.
Interaktion mit anderen
Von anderen Menschen wird der sich Distanzierende leicht als arrogant und abweisend empfunden. Darauf reagiert er mit Zurückhaltung und Ablehnung, wodurch er sich unwohl und nicht willkommen fühlt und sich weiter zurückzieht. Dadurch wird er immer ungeübter im zwischenmenschlichen Kontakt. Konfrontiert ihn ein anderer Mensch mit einem ausgeprägten Bedürfnis nach Nähe, fühlt sich der sich Distanzierende schnell bedrängt, was dazu führt, dass er sich weiter distanziert.
Entwicklungsrichtung
In der Berufswelt ist die Fähigkeit, zwischenmenschliche Distanz zu wahren eine wichtige Qualifikation. Allerdings sollten Angehörige des sich distanzierenden Kommunikationsstils hin und wieder authentische Begegnungen von Mensch zu Mensch zulassen, um nicht als unnahbar und unverständlich zu gelten. Für die Arbeit in Teams sollte solch ein Mensch darüber hinaus lernen, sich auf seine Kollegen einzulassen und eine gewisse Abhängigkeit von ihnen auszuhalten. Des Weiteren sollte der sich Distanzierende üben, über eigene Empfindungen in Bezug auf sich selbst und andere zu sprechen.

### Der mitteilungsfreudig-dramatisierende Stil
Beschreibung
Eine Person, die zum mitteilungsfreudig-dramatisierenden Kommunikationsstil neigt, liebt es, von sich selbst zu sprechen. Ihr passieren immer aufregende Dinge, die sie in den schillerndsten Farben erzählt und sich so in den Mittelpunkt katapultiert. Dabei wirken ihre Gefühle oft nicht echt, sondern übersteigert. Obwohl der Mitteilungsfreudig-Dramatisierende viel von sich erzählt, lässt er sein wahres Inneres nicht erkennen.
Mögliche Herkunft
Möglicherweise wurde der Mitteilungsfreudig-Dramatisierende als Kind nur beachtet, wenn er mit aller Vehemenz auf sich aufmerksam gemacht hat. Er hat gelernt, alle leisen Gefühle und Empfindungen in laute zu verwandeln.
Eventuell fällt es dem Mitteilungsfreudig-Dramatisierenden aber auch schwer, in Kontakt mit seinen eigenen Gefühlen zu kommen. Stattdessen inszeniert er sich und spielt Emotionen, um etwas zu fühlen und für sich selbst greifbar zu werden.
Interaktion mit anderen
Zunächst bekommt der Mitteilungsfreudig-Dramatisierende oftmals Anerkennung für seine spannenden Geschichten und Einfälle. Mit der Zeit fühlen sich seine Interaktionspartner jedoch häufig zu austauschbaren Zuschauern degradiert. Wenn sie die Beachtung verweigern, spornt das den Mitteilungsfreudig-Dramatisierenden dazu an, weiter „aufzudrehen“ und sich noch stärker in den Vordergrund zu drängen.
Entwicklungsrichtung
Beim mitteilungsfreudig-dramatisierenden Kommunikationsstil kommt keine Langeweile auf. Mit Witz und Charme amüsiert diese Persönlichkeit ihre Mitmenschen. Diese Stärke findet ihre Balance, wenn der Mitteilungsfreudige-Dramatisierende lernt, ein wahres Interesse an seinem Interaktionspartner zu entwickeln und sich im richtigen Moment zurückzuhalten, um sich auf das Gegenüber einzulassen.

## Rezeption
Am germanistischen Institut der Universität Oldenburg findet im Rahmen der Lehreraus- und Weiterbildung ein Projekt statt, welches auch die Vermittlung und Erprobung der Kommunikationsstile nach Schulz von Thun umfasst.

## Quelle
- Friedemann Schulz von Thun: Miteinander reden 2 – Stile, Werte und Persönlichkeitsentwicklung. Differentielle Psychologie der Kommunikation. Rowohlt, Reinbek 1989, ISBN 3-499-18496-6 (Erstausgabe 1981)